# Бакирово (Бугульминский район)
Бакирово — деревня в Бугульминском районе Татарстана. Входит в состав Староисаковского сельского поселения.

## География
Находится в юго-восточной части Татарстана на расстоянии приблизительно 12 км на восток-юго-восток по прямой от районного центра города Бугульма у речки Зябейка.

## История
Основана в 1919 году выходцами из деревни Муртаза (ныне в Бавлинском районе).

## Население
Постоянных жителей было: в 1920 — 84, в 1926 — 143, в 1938 — 197, в 1949 — 226, в 1958 — 173, в 1970 — 121, в 1979 — 71, в 1989 — 42, в 2002 году 27 (татары 81 %), в 2010 году 14.